# Walter Sprick
Walter Sprick (* 20. Dezember 1909 in Breslau; † 11. September 1989 in Sindelfingen) war ein deutscher Physiker und Computerpionier.

## Leben
Seine Eltern waren der Buchhändler (Goerlich & Coch) Rudolf Sprick und Hedwig, geb. Wolff.
Nach der vierjährigen Volksschule in Paderborn besuchte er bis Ostern 1929 das humanistische Gymnasium in Werl. Er studierte Mathematik und Physik für zwei Semester an der Universität Bonn und bis 1934 an der Universität Göttingen.
Mangels Geld musste er das Studium unterbrechen, arbeitete zunächst ein halbes Jahr in einem Hüttenwerk und von Herbst 1934 bis 1938 im Fernsehlaboratorium der TeKaDe in Nürnberg. Danach war er Patentingenieur in Berlin.
Bei Ausbruch des Zweiten Weltkriegs trat er in die Firma Askania in Berlin-Friedenau ein, wo er sich als Laboringenieur wieder mit Fernsehtechnik befasste und Werner Rambauske traf. 1944 wurde er Leiter des Fernsehlaboratoriums des Instituts für physikalische Forschung in Bayreuth. Dieses Institut hatte Bodo Lafferentz um 1942 gegründet und galt seit der Übernahme von technisch versierten Häftlingen aus dem KZ Neuengamme seit dem 13. Juni 1944 als Außenlager des KZ Flossenbürg. Nach dem Krieg arbeitete er zunächst als hochfrequenztechnischer Berater von Firmen in Paderborn und Bielefeld.
Im Herbst 1947 übernahm er an der Universität Kiel für drei Semester die Stelle des zweiten Assistenten am Institut für angewandte Physik. In dieser Zeit war er auch Gasthörer. Zur Finanzierung seiner Abschlussarbeit übernahm er die Entwicklung einer elektronischen Rechenmaschine für die Schleswig-Holsteinische Landesbrandkasse in Kiel. 1950 promovierte er bei Werner Kroebel mit der Dissertation Untersuchung des Hörvermögens im Hinblick auf eine Verwendung als Sehhilfe.
1951 war der Rechner für die Landesbrandkasse fertiggestellt. Er koppelte schlicht eine per Röhren elektronisch dezimal schnell multiplizierende/dividierende Hilfsmaschine mit einer Tabelliermaschine, die dies per Elektromechanik (Zahnräder, Relais) in der Geschwindigkeit nicht leisten konnte. Spricks Konstruktion war der erste praktisch genutzte Röhrenrechner in Deutschland. 1952 zog er nach Böblingen und arbeitete bei IBM, wo er Heinz Nixdorf als Hilfskraft hatte. Heinz Nixdorf entwickelte später für Bull und Wanderer (Multitronik) an der Wanderer Exakta Continental ähnliche Rechenwerke.
Bis 1952 entwickelte er ein Verfahren zum lichtelektrischen Abtasten von Schriftzeichen, dieses Verfahren wurde später von Evon C. Greanias aufgegriffen. IBM brachte 1966 den Mehrfunktionsleser IBM 1287 heraus. 1974 ging Sprick in den Ruhestand.

## Veröffentlichungen
- Ein Verfahren der Zeichenerkennung
- mit Karl Ganzhorn: An analogous method for pattern recognition by following the boundary (zum IFIP Congress 1959, Paris)
- Verfahren zum lichtelektrischen Ablesen von Schriftzeichen; DBP 953 474 (29. Juni 1952)[4] / Character Reader; US-Patent 2838602 vom 10. Juni 1958[5]
- Anordnung zur Erzeugung eines die Kontur eines abgetasteten Zeichens darstellenden Spannungsverlaufes; DBP 1076418[6]
- Verfahren zum Identifizieren von Linienzügen
- Untersuchung des Hörvermögens im Hinblick auf eine Verwendung als Sehhilfe; 1950
- Austausch-Röhren-Lexikon: mit ausführlichen Austauschanweisungen über sämtliche Austauschmöglichkeiten unter Berücksichtigung von ca. 2500 deutschen, englischen und amerikanischen Rundfunk- und Wehrmachtsröhren